# Paul Poiret

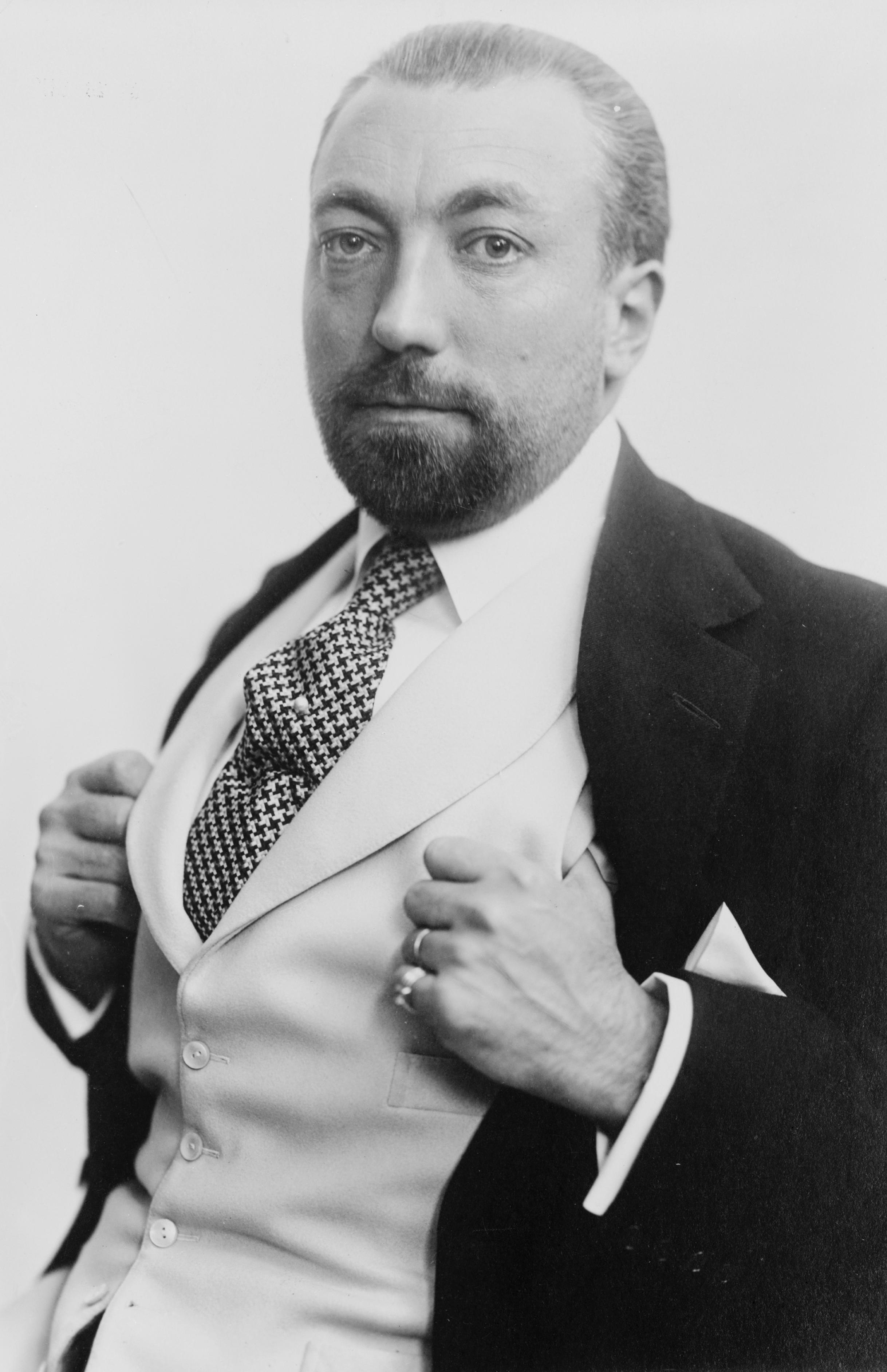
Paul Poiret (1913)

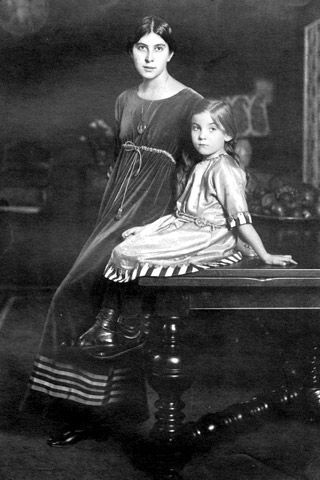
Denise Poiret

Paul Poiret (* 20. April 1879 in Paris; † 28. April 1944 ebenda) war ein französischer Couturier und Parfümeur. Bekannt für seinen Wagemut, gilt er als Vorläufer des Art-déco-Stils. Er gründete 1903 das Modehaus, das seinen Namen trägt.

## Leben

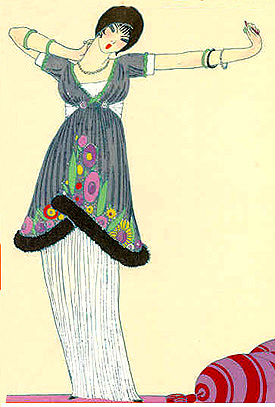
Kleid von Poiret (1912, Zeichnung von Paul Iribe)

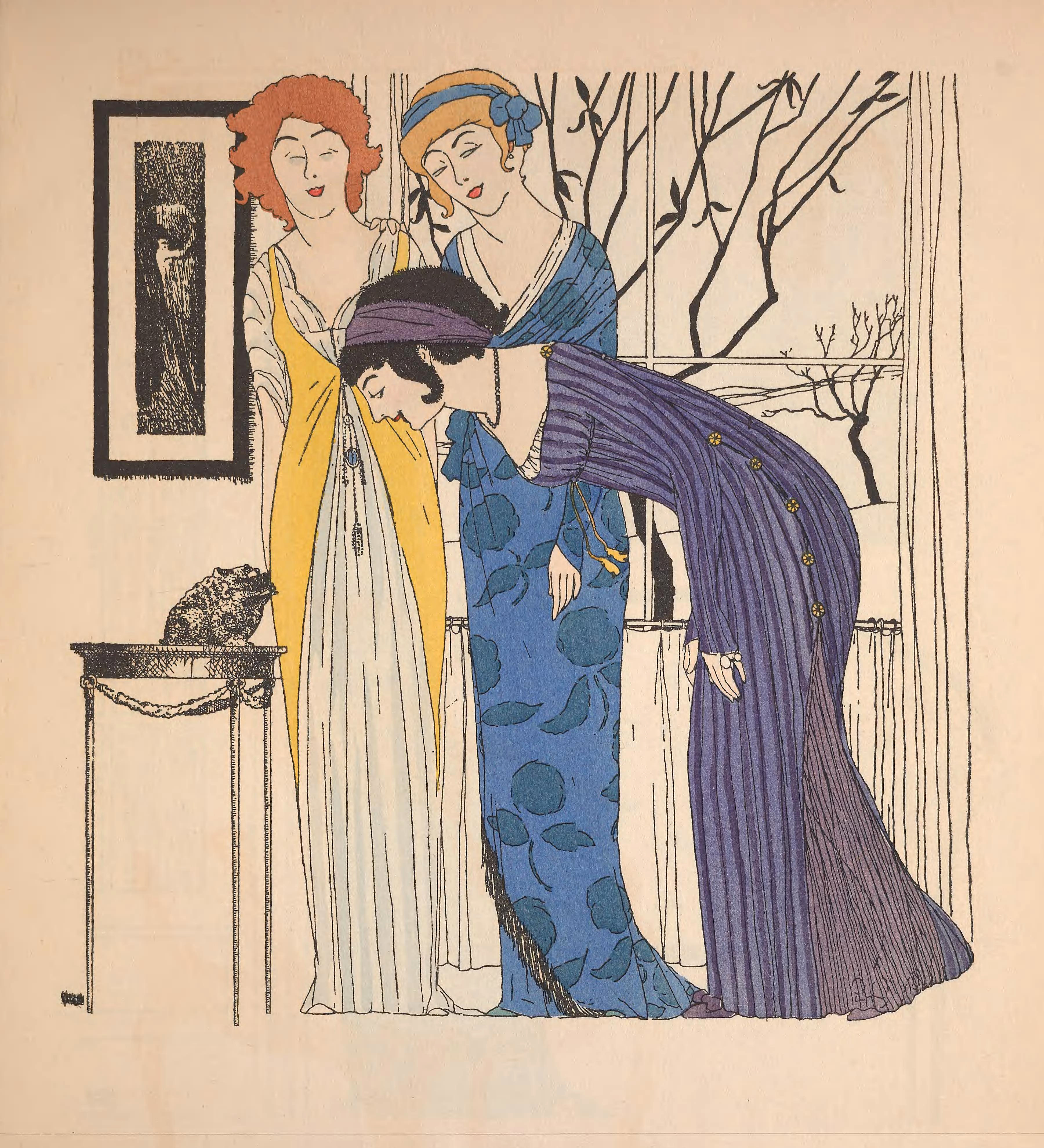
Entwürfe von Poiret (1908, Zeichnung von Paul Iribe)

Poiret war der Sohn eines Tuchhändlers. Er hatte drei Schwestern. Die älteste Jeanne (1871–1959) heiratete den Juwelier René Boivin (1864–1917); Germaine (1885–1971) war Hutmacherin und Malerin. Zusammen mit Bongard führte sie von 1911 bis 1925 in der Rue de Penthièvre 5 in Paris ein Modehaus namens Jove, in dem sie auch Werke von Künstlern der Pariser Schule ausstellte. Poiret ging zunächst bei einem Schirmmacher in die Lehre. Da er sich jedoch schon seit frühen Jahren für Mode interessierte, gelang es ihm, einige seiner Skizzen an Louise Chéruit vom Modehaus Raudnitz zu verkaufen, und er begann, als freischaffender Designer für die großen Couturiers zu arbeiten. Bei Jacques Doucet machte er sich ab 1898 mit dem Zuschnitt und dem Umgang mit Stoffen vertraut. Doucet empfahl ihn auch der Schauspielerin Gabrielle Réjane, die seine Arbeit förderte. Nach seinem Militärdienst arbeitete Poiret ab 1901 bei Charles Frederick Worth und machte sich, da seine Entwürfe für den Kundenkreis von Worth zu extravagant waren, 1903 mit einem eigenen Salon selbständig. Er heiratete am 5. Oktober 1905 in Paris Denise Boulet (1886–1982), die zu seiner Muse wurde. Das Paar hatte fünf Kinder: Rosine (geboren 1906), Perrine (um 1910), Martine (1911), Colin (1912) und Gaspard (um 1913). 1929 ließ Denise sich von ihm scheiden.

## La maison Paul Poiret (1903–1929)
Poiret war der erste Couturier, der auf die Idee kam, seine Entwürfe in Form eines Modealbums zu veröffentlichen. 1908 erschien von Paul Iribe illustriert Les Robes de Paul Poiret in einer Auflage von 250 Exemplaren. 1911 erschien ein weiteres, diesmal von Georges Lepape illustriertes Album.
Als 1909 die Ballets Russes nach Paris kamen, ließ er sich von den Bühnenkostümen zu orientalisch anmutenden, fließenden Gewändern inspirieren. Er stritt allerdings ab, dass die Kostümzeichnungen des Russen Léon Bakst einen konkreten Einfluss auf seine Entwürfe gehabt hätten. Zu der orientalisierenden Kollektion von 1913 gehörte neben Turbanen und Haremshosen auch das sogenannte „Lampenschirmkleid“, dessen Saum mit einem Drahtreifen versteift war, so dass es die Trägerin ringförmig umgab.
Anders als die Entwürfe seiner Kollegen waren Poirets Modelle auch erstmals ohne Korsett tragbar und trotzdem nicht nur schick, sondern geradezu elegant – für diese Zeit revolutionär. Er propagierte sogar Hosenröcke, die bis dahin nur bei Radfahrerinnen akzeptiert waren.

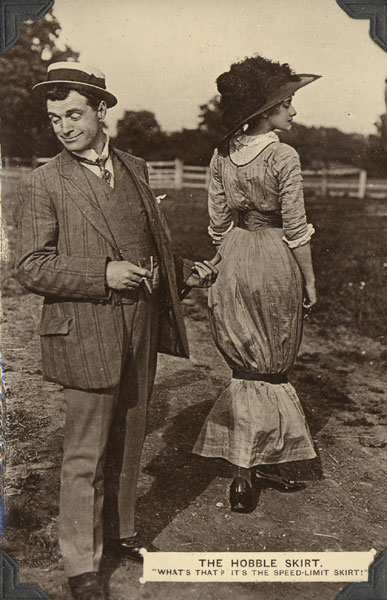
Humpelrock Postkarte

1911 machte er allerdings (aus emanzipatorischer Sicht) einen Rückschritt, indem er den sogenannten Humpelrock erfand.
Im selben Jahr gründete er die nach seiner jüngeren Tochter Martine benannte Schule Les Ateliers de Martine, in der junge Mädchen nach den Richtlinien der Wiener Werkstätte ausgebildet wurden. Nach der älteren Tochter Rosine wurde das Unternehmen Parfums de Rosine benannt. Mit dessen Duftkreationen auf der Basis von Rosenduftnoten gilt Paul Poiret lange vor Coco Chanel als Schöpfer von Parfums eines Haute Couture-Hauses.

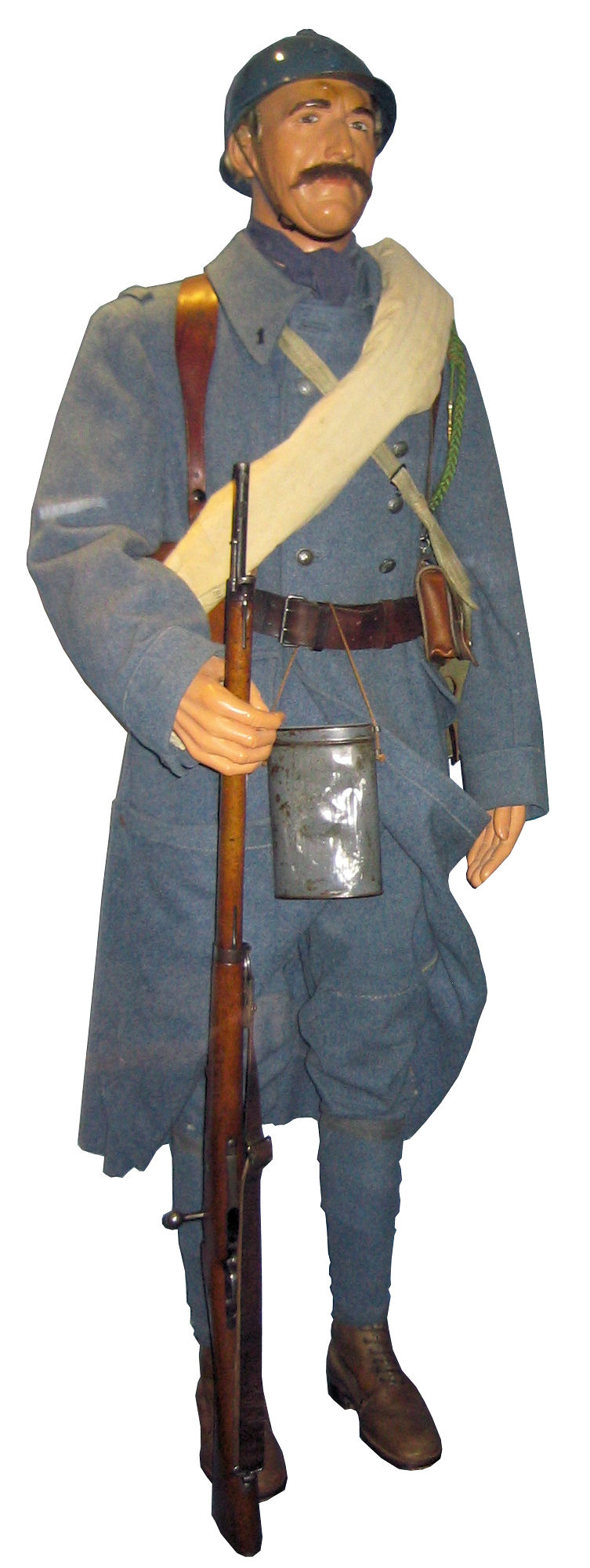
Französischer Militärmantel

Im Jahre 1914, kurz nach Ausbruch des Ersten Weltkriegs, entwickelte Poiret für die französische Armee den ersten neuen Militärmantel seit 1877. Nachdem festgestellt worden war, dass alle Stofffarben, selbst die der Trikolore, aus dem nun verfeindeten Deutschland importiert wurden, konnte die französische Armee nur Zugriff auf die Lagerbestände einer deutschen Tochterfirma nehmen. Den ursprünglichen Plan, einen neuen Uniformstoff in den französischen Nationalfarben rot – weiß – blau zu weben, musste man bald fallen lassen, da keine beschlagnahmte rote Importfarbe in ausreichender Menge verfügbar war. So wurde der neue Mantelstoff in den Tönen indigoblau und weiß gewebt.
Durch Zufall war so die später berühmte „horizontblaue“ Optik des französischen Frontsoldaten entstanden. Poiret stellte seinen neuen einreihigen gekürzten Mantel mit aufknöpfbaren Schößen und weichem Kragen im September 1914 vor. Im Vergleich zu dem schweren Vorgängermodell mit seinem unbequemen kurzen Stehkragen zeigt sich deutlich die Linie des Modemachers.
Poirets Stil, der enge Verbindungen zum Art déco hatte, war bis zum Ende des Ersten Weltkriegs wegweisend. Danach musste er das Feld für seine schärfste Konkurrentin Coco Chanel räumen und den wirtschaftlichen Niedergang seines Modehauses erleben. 1930 erschienen seine Memoiren unter dem Titel En habillant l’époque.
Mit Éditions Devambez veröffentlichte er 1928 Pan, ein Directory of Luxury in Paris, ein sehr schönes Verzeichnis, das fast alle großen Namen des Luxushandels der Zeit aufführte. Von ihm herausgegeben und gestaltet wurde es von den größten zeitgenössischen Künstlern illustriert. Dieses Album bietet einen wichtigen Blick auf die Werbung der 1920er Jahre: Schneider, Hutmacher, Gehstöcke, Schuhmacher, Couturiers, Lingerie, Pelze, Schmuck, Tischwäsche, Goldschmiedekunst, Delikatessen, Weine, Blumen, Galerien, Fotokunst, Apotheker, Restaurants, Hotels, Kabaretts, Reisen, Sport, Gepäck, Strände, Pferde, Jagd, Angeln usw.
Ende November 1929 schloss das Haus Paul Poiret aufgrund der Wirtschaftskrise.
Als Poiret 1944 in Vergessenheit starb, war Denise Poiret es, die seine Entwürfe archivierte und seine Arbeiten im Bereich der dekorativen Kunst und der Inneneinrichtung dokumentierte.

## Sammlung
Metropolitan Museum of Art, New York (Auswahl)

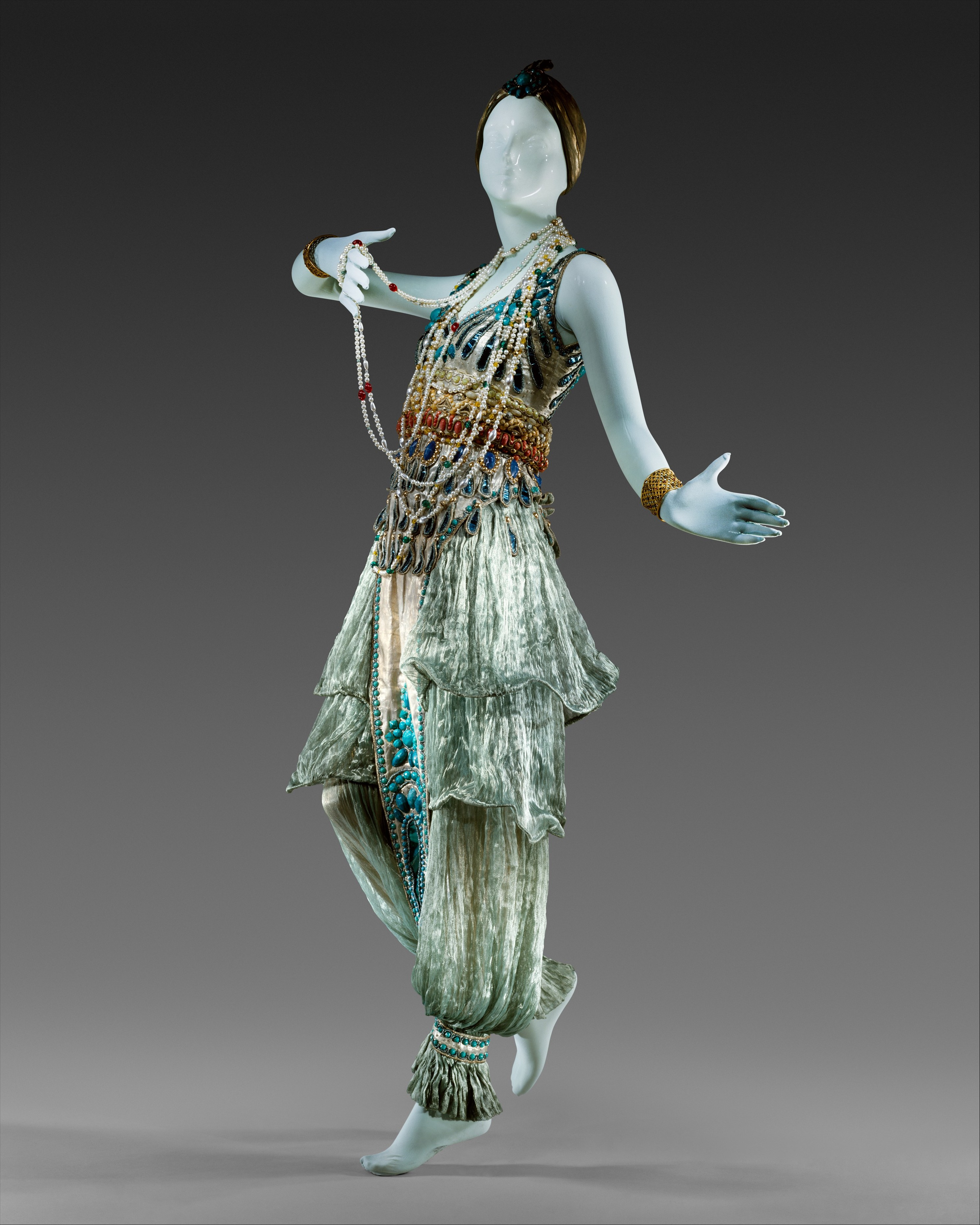
Abendkleid (Metall, Seide, Baumwolle), 1911
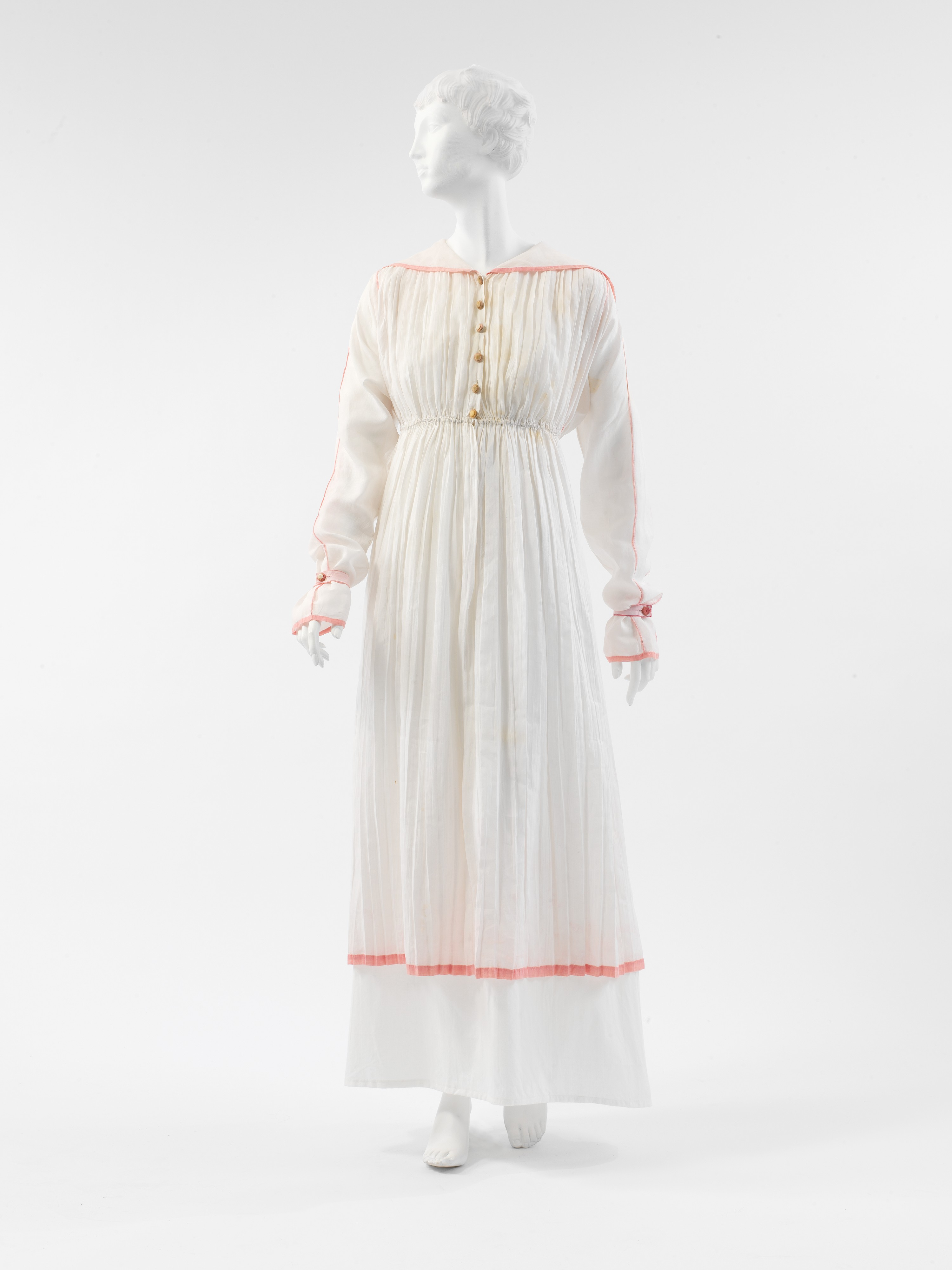
Rosière, Kleid (Leinen), 1911
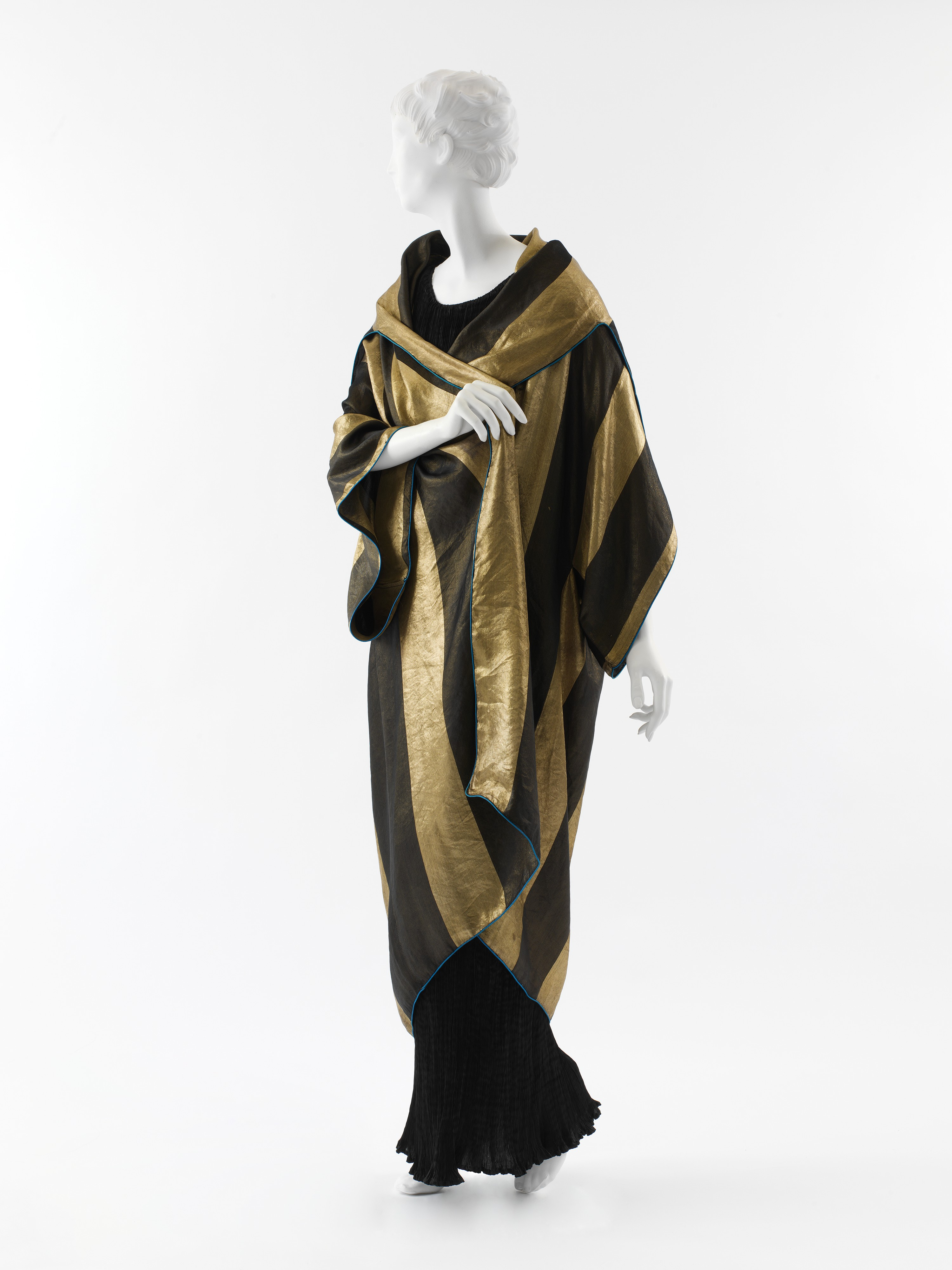
Pré Catelan, Mantel (Seide, Metalldrähte), 1919
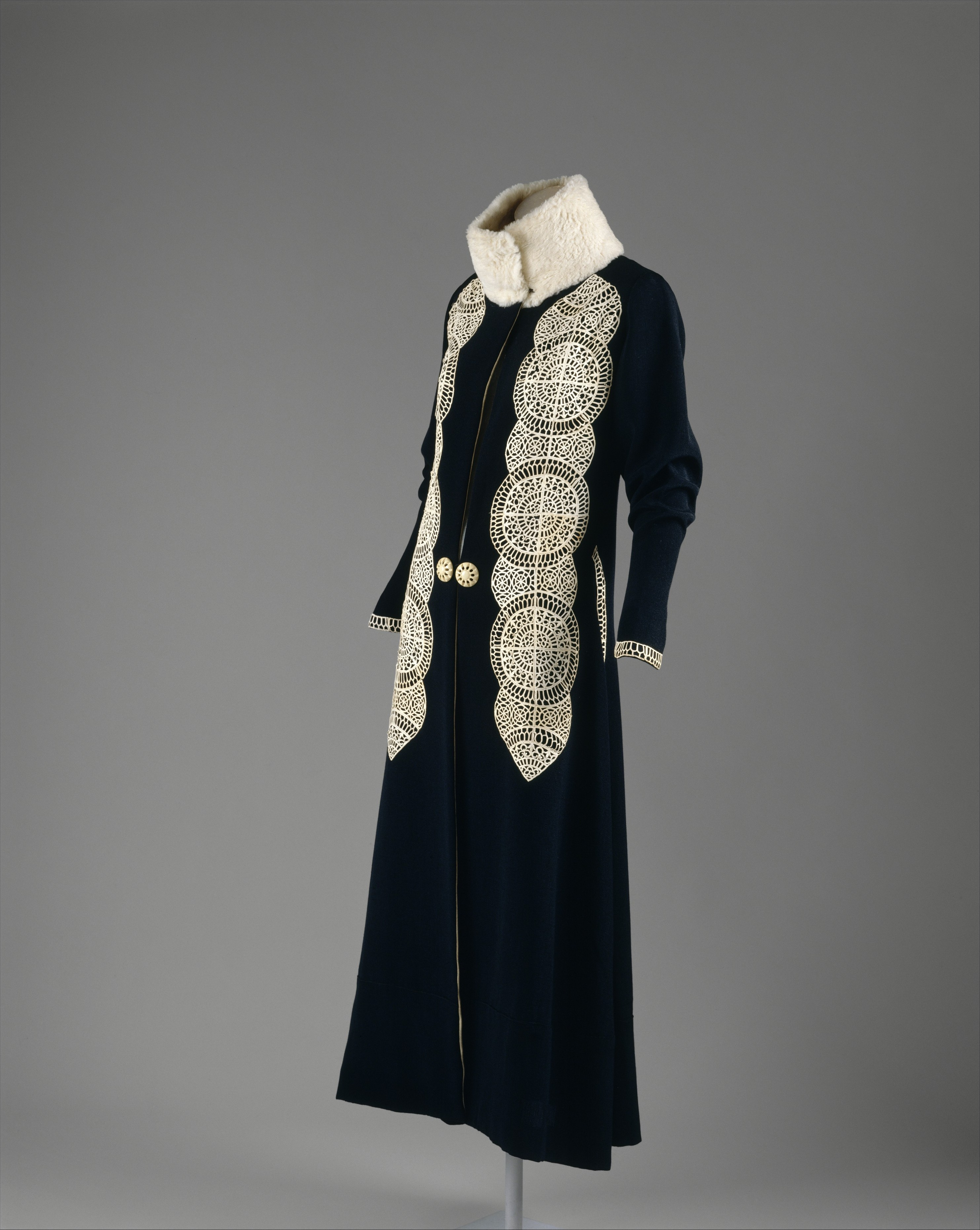
Mantel (Baumwolle, Seide, Leder, Pelz), 1919
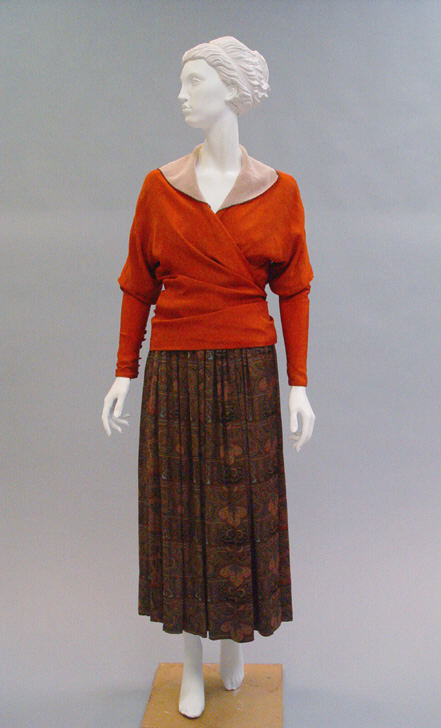
Feuille d’automne, Ensemble (Seide und Pelz), 1916
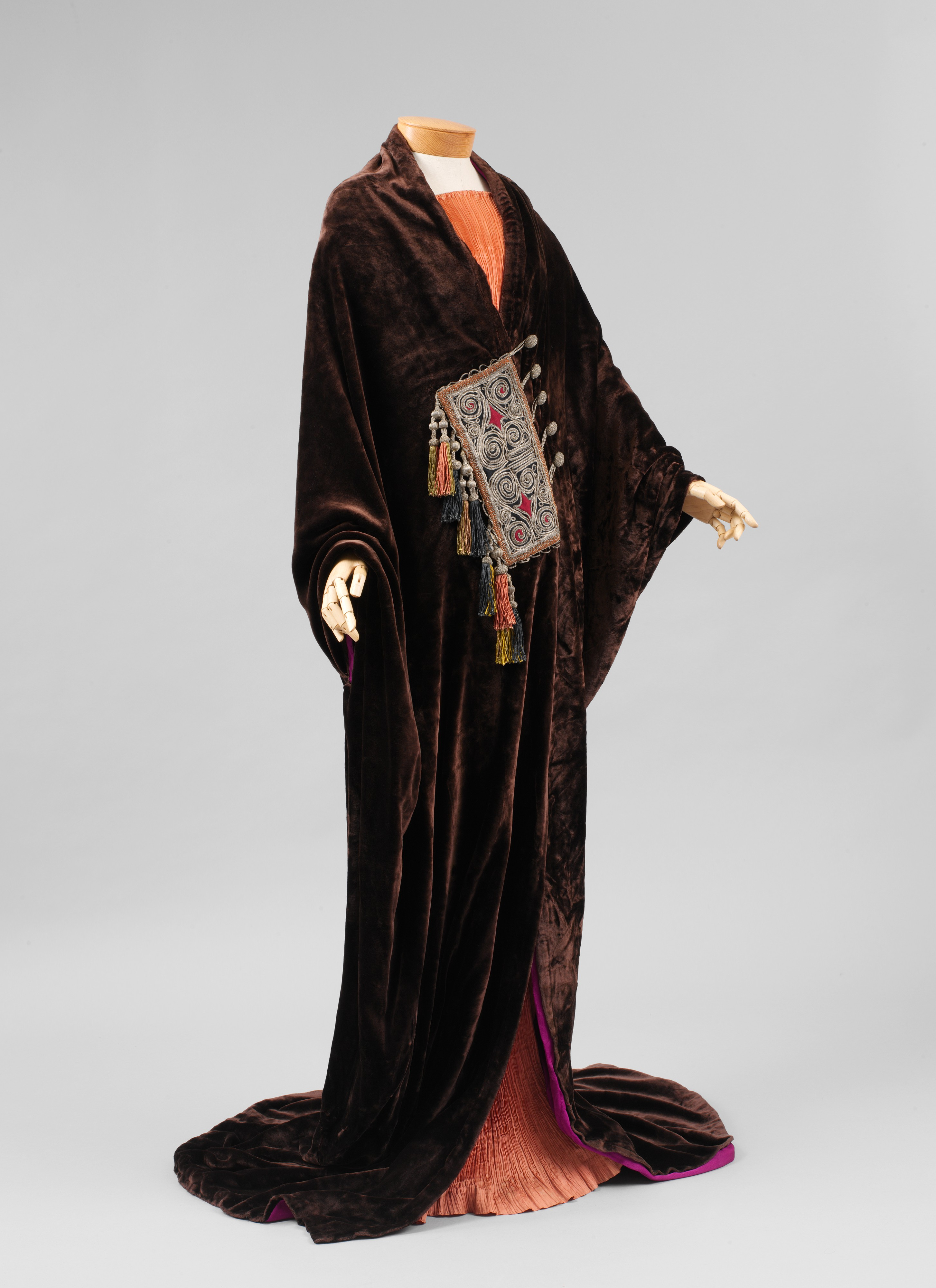
Paris, Mantel (Seide, Baumwolle, Metalldrähte), 1919
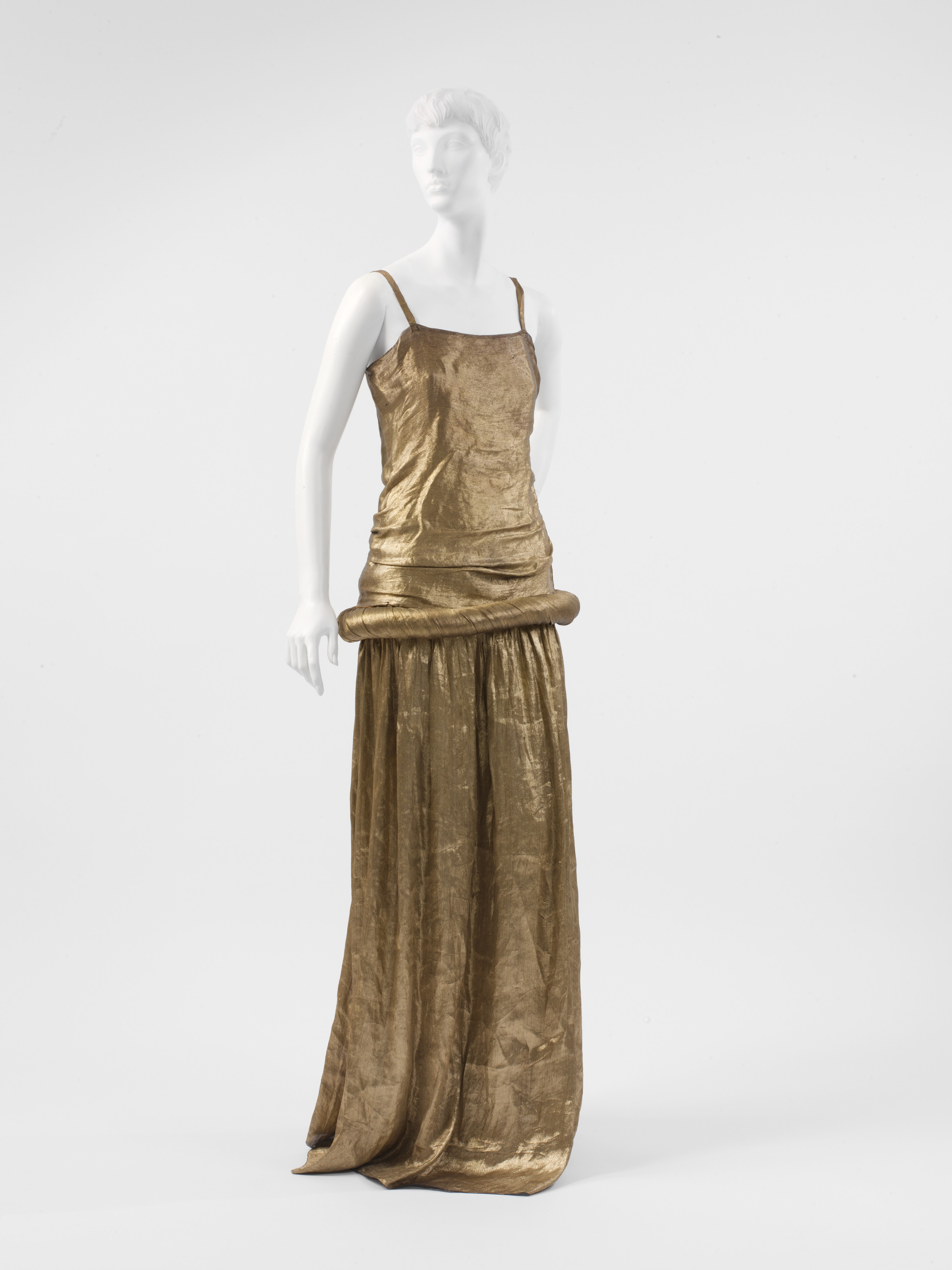
Irudree, Kleid (Seide), 1922
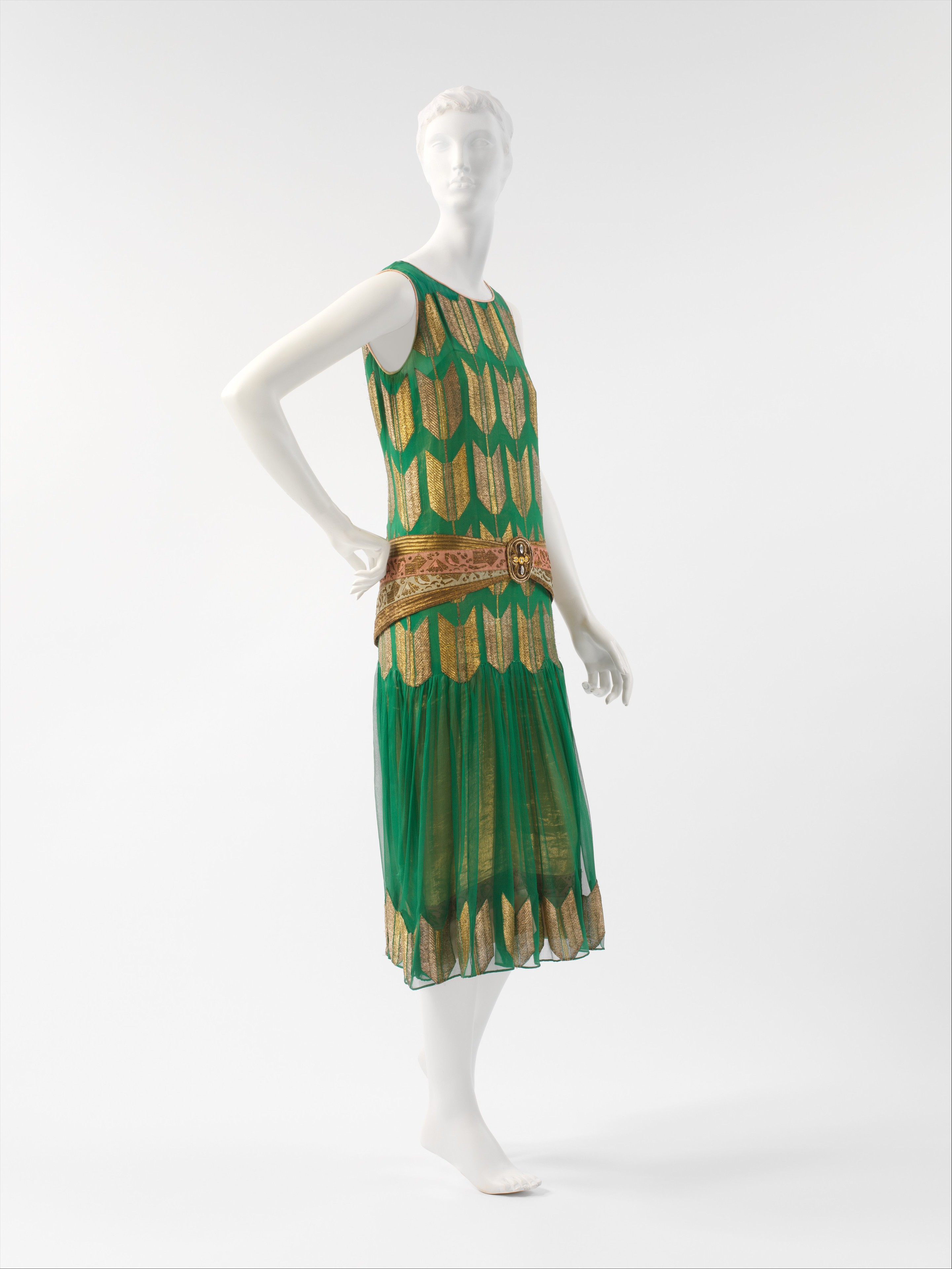
Arrow of Gold, Abendkleid (Seide mit Metalldrähten), 1925